# کوارت
کوارت (به انگلیسی: Quart) واحدی برای حجم (برای هر دو دستگاه امپراتوری و دستگاه آمریکایی) برابر با یک چهارم گالون (از این روی نامش Quart ربع است)، دو پاینت و چهار پیمانه است. از آن‌جا که به صورت تاریخی گالن در اندازه‌های مختلفی استفاده شده، کوارت هم در اندازه‌های مختلفی وجود دارد. سه نوع از این کوارت‌های باقی‌مانده اکنون استفاده می‌شوند، که تقریباً همهٔ آن‌ها برابر یک لیتر است. علامت اختصاری کوارت qt است.